# Setophaga cerulea
Setophaga cerulea là một loài chim trong họ Parulidae.